# Iain Dowie
Iain Dowie (Hatfield, 9 januari 1965) is een voormalig profvoetballer uit Noord-Ierland. Hij speelde als aanvaller. Na zijn loopbaan, die hij in 2001 afsloot, werd Dowie actief als voetbalcoach.

## Clubcarrière

### Amateurcarrière en Luton Town
Sinds 1983 was Iain Dowie actief in het Engelse amateurvoetbal, bij achtereenvolgens de clubs Cheshunt (1983–1985) en St. Albans City (1985–1986). Dowie beleefde zijn grote doorbraak als aanvaller van het nietige Hendon. Tenminste, hij werd daar in 1988, na 47 doelpunten uit 87 wedstrijden, opgemerkt door ploegen die in Engeland meer aanzien hadden. Luton Town was in die tijd zo'n club. De club kwam in de ere-afdeling uit, toen heette die nog Football League First Division. Dowie zette zijn handtekening onder een contract bij Luton Town. Tussen 1988 en 1991 maakte Dowie vijftien doelpunten voor Luton Town. In eerste instantie wilde het niet lukken voor Dowie en in 1989 werd de aanvaller verhuurd aan het Londense Fulham.

### West Ham United
Toen de efficiënte Trevor Morley van West Ham United in de lappenmand lag, was dat voor de The Hammers het signaal om Dowie aan te trekken als vervanger. Het prijskaartje van Dowie bedroeg 480.000 Britse pond. Bij West Ham bleef Dowie een half seizoen, waarin hij vier keer scoorde. De reden voor zijn vertrek was de terugkeer van Morley in de basis na diens blessure, waardoor Dowie op de bank verzeilde.

### Southampton
In augustus 1991 verhuisde hij naar Premier League-club Southampton. The Saints betaalden 500.000 Britse pond voor Dowie. Hij speelde er samen met getalenteerde spelers als Alan Shearer en Matthew Le Tissier, die later aanvoerder van het elftal werd. Tot 1995 speelde hij op The Dell en was een van de smaakmakers. In totaal speelde Dowie 122 competitiewedstrijden voor The Saints en scoorde dertig maal.

### Terugkeer naar West Ham
Daarna speelde Dowie een tijdje voor Crystal Palace. Op Selhurst Park scoorde de aanvaller in 1995 zes maal uit 12 optredens. Na de wel erg korte periode bij Palace keerde hij terug naar Boleyn Ground en ging dus weer voor West Ham voetballen. Zijn tweede periode bij The Hammers, van 1995 tot 1998, was weinig succesvol voor Dowie. Dowie lag onder vuur vanwege vele lange periodes van droogte voor doel. Hij scoorde negen keer uit 69 competitiewedstrijden.

### Queens Park Rangers
Van 1998 tot 2001 speelde Dowie nog voor Queens Park Rangers, waar hij prompt als centrale verdediger werd opgesteld. In 1998 was hij heel even de QPR-manager ad interim.

## Interlandcarrière
Dowie kwam 59 maal uit voor het Noord-Iers voetbalelftal en scoorde 12 doelpunten. Tussen 1996 en 1997 was Dowie meermaals aanvoerder van Noord-Ierland. Hij was in die rol ook de opvolger van linkervleugelverdediger Nigel Worthington.

## Trainerscarrière

### Oldham Athletic
Dowie begon zijn trainersloopbaan als assistent-coach van Oldham Athletic, een club die toen in de Football League Second Division uitkwam oftewel het derde niveau van Engeland. Na het ontslag van Mick Wadsworth stond hij zelf achttien maanden aan het roer, waarin Dowie met Oldham de play-offs van de Second Division bereikte. Oldham Athletic verloor van Queens Park Rangers, dat daardoor ten koste van Oldham Athletic naar de finale mocht (beslissende goal van QPR-aanvaller Paul Furlong). Echter, financiële malaise trof Oldham. Dowie verloor daardoor veel spelers. Het geld was op en Dowie en co werden maandenlang niet betaald door het clubbestuur. Dowie probeerde evenwel zo lang mogelijk op post te blijven totdat hij in 2003 op te stappen. Dowie noemde het moeten onderhouden van zijn gezin als reden.

### Crystal Palace
Op 21 december 2003 stelde Football League First Division-club Crystal Palace hem aan als nieuwe coach. Dowie gooide daarop meteen hoge ogen met de Londense club, maar het succes bleef niet duren. Op 22 mei 2006 werd gingen Dowie en Crystal Palace na zo'n drie seizoenen uit elkaar, dit nadat Dowie de club in het seizoen 2003/04 nog naar de Premier League had geloodst. De Hongaar Gabor Kiraly stond in doel en met Andrew Johnson liep een beloftevolle spits rond. Hieruit werd echter onmiddellijk weer gedegradeerd door Crystal Palace, na een voor een verlengd verblijf onvoldoende 2–2 gelijkspel tegen Charlton Athletic op 15 mei 2005 (seizoen 2004/05).

### Charlton Athletic en Coventry City
Iain Dowie was welgeteld twaalf wedstrijden coach van Premier League-club Charlton Athletic toen hij daar op de keien werd gezet. Dowie moest grote schoenen vullen aangezien hij Alan Curbishley moest opvolgen die van Charlton een stabiele middenmoter had gemaakt. Onder de leiding van Dowie kampeerde men echter voortdurend in de degradatiezone. Van 2007 tot 2008 was Dowie hoofdcoach van Coventry City in de Football League Championship. Op 11 februari 2008 werd hij ontslagen. Het bestuur van Coventry achtte Dowie "te ouderwets".

### Queens Park Rangers
Dowie werd op 14 mei 2008 voorgesteld als hoofdcoach van Queens Park Rangers, waar hij de teugels overnam van de ontslagen Luigi de Canio. Ondanks een negende plaats in de klassering van de Championship scheidden de wegen van Dowie en QPR op 24 oktober 2008, na vijftien wedstrijden. Ten grondslag voor de beslissing lag een tegenvallend seizoensbegin.

### Newcastle United en Hull City
Op 1 april 2009 werd Iain Dowie door Newcastle United als assistent-coach toegevoegd aan de technische staf van coach en clubicoon Alan Shearer. Namelijk toen Shearer werd aangesteld nadat de vorige Newcastle United-coach Joe Kinnear met zijn gezondheid begon te sukkelen (Kinnear had ernstige hartproblemen). Alan Shearer en Iain Dowie kenden elkaar al sinds de jaren negentig en speelden een jaar samen bij Southampton. De voornaamste taak van het duo was Newcastle, dat onderaan de klassering bengelde, behoeden voor een degradatie naar de Championship. Shearer en Dowie slaagden daar niet in. Het spreekwoordelijke doek viel voor Newcastle United op 24 mei 2009, op Villa Park tegen Aston Villa met een eigen doelpunt van Damien Duff.
Op 17 maart 2010 nam Iain Dowie de vrijgekomen job als hoofdcoach aan bij Premier League-club Hull City, dat Phil Brown twee dagen eerder aan de kant schoof. Dowie faalde net zoals bij Newcastle United om Hull City in de Premier League te houden. In het eigen KC Stadium werd op 24 april 2010 verloren van Sunderland na een treffer van Sunderland-aanvaller Kenwyne Jones, maar de degradatie was pas een week later een feit. Een laat doelpunt van de Ivoriaanse Wigan Athletic-speler Steve Gohouri zorgde ervoor dat een 2–2 de eindstand was, wat niet voldoende was voor Hull om in de Premier League te blijven.